# Scathophaga suilla
Scathophaga suilla är en tvåvingeart som först beskrevs av Fabricius 1794.  Scathophaga suilla ingår i släktet Scathophaga och familjen kolvflugor. Arten är reproducerande i Sverige. Inga underarter finns listade i Catalogue of Life.